# طبيعة غريبة (فلم)
طبيعة غريبة (بالإنجليزية: Strange Nature) هو فيلم رعب تم إنتاجه في الولايات المتحدة وصدر سنة 2018 بطولة ستيفين توبولوسكي وجون موريسون وكارلوس ألازراكوي وليزا شيريدان.

## القصة
تدور الأحداث استنادًا إلى لغز بيئي حقيقي لم يتم حله، حينما تظهر الآلاف من الضفادع المشوهة في مياه مينيسوتا، حيث تكافح بلدة صغيرة ضد المجهول عندما تتجاوز المخلوقات القاتلة مياه البرك.

## وصلات خارجية
- مقالات تستعمل روابط فنية بلا صلة مع ويكي بيانات

- طبيعة غريبة على IMDb